# Маккабі (Хайфа)
Маккабі (івр. מועדון הכדורגל מכבי חיפה, Moadon HaKaduregel Maccabi Haifa) — ізраїльський футбольний клуб з міста Хайфа.

## Історія
Футбольний клуб «Маккабі» Хайфа був заснований в 1913 році. До початку 60-х клуб не мав суттєвих успіхів. Клуб декілька разів вилітав з ізраїльської вищої ліги і повертався в неї знову.
В 1962 році «Маккабі» Хайфа вперше виграв Кубок Ізраїлю. Однак, до початку 80-х виступи команди були нестабільними, і вона не перебувала на головних ролях в ізраїльському футболі.
З середини 80-х «Маккабі» Хайфа поступово став провідним клубом ізраїльського футболу.
Починаючи з сезону 1983/1984 років, команда завоювала 13 титулів чемпіона Ізраїлю (з 27 можливих). Востаннє команда здобула перемогу у сезоні 2020/2021, після десяти років від попереднього чемпіонства.

## Досягнення
- Чемпіон Ізраїлю (15) — 1984, 1985, 1989, 1991, 1994, 2001, 2002, 2004, 2005, 2006, 2009, 2011, 2021, 2022, 2023
- Володар Кубка Ізраїлю (6) — 1962, 1991, 1993, 1995, 1998, 2016
- Володар Кубка Тото (Кубок Ізраїльської ліги) (5) — 1994, 2003, 2006, 2008, 2021
- Володар Суперкубка Ізраїлю (5) — 1962, 1985, 1989, 2021, 2023

## Виступи в єврокубках
| Сезон     | Змагання               | Раунд    | Країна               | Клуб               | Перша гра | Друга гра        | В сукупності |
| --------- | ---------------------- | -------- | -------------------- | ------------------ | --------- | ---------------- | ------------ |
| 1993-1994 | Кубок володарів кубків | КР       | Люксембург           | Ф91 Дюделанж       | 1–0 (В)   | 6–1 (Д)          | 7–1          |
| 1993-1994 | Кубок володарів кубків | 1Р       | Росія                | Торпедо Москва     | 0–1 (В)   | 3–1 (Д)          | 3–2          |
| 1993-1994 | Кубок володарів кубків | 2Р       | Італія               | Парма              | 0–1 (Д)   | 1–0 (В)          | 1–1 (1-3 п)  |
| 1994-1995 | Ліга чемпіонів         | КР       | Австрія              | Казино СВ          | 1–2 (Д)   | 1–3 (В)          | 2–5          |
| 1995-1996 | Кубок володарів кубків | КР       | Фарерські острови    | Клаксвік           | 4–0 (Д)   | 2–3 (В)          | 6–3          |
| 1995-1996 | Кубок володарів кубків | 1Р       | Португалія           | Спортінг Лісабон   | 0–4 (В)   | 0–0 (Д)          | 0–4          |
| 1996-1997 | Кубок УЄФА             | ПР       | Югославія            | Партизан           | 0–1 (Д)   | 1–3 (В)          | 1–4          |
| 1997      | Кубок Інтертото        | Група 11 | Югославія            | Пролетер           | 0–4 (В)   | 5-е місце        | 5-е місце    |
| 1997      | Кубок Інтертото        | Група 11 | Словенія             | Публікум           | 0–1 (В)   | 5-е місце        | 5-е місце    |
| 1997      | Кубок Інтертото        | Група 11 | Туреччина            | Антальяспор        | 2–0 (В)   | 5-е місце        | 5-е місце    |
| 1997      | Кубок Інтертото        | Група 11 | Росія                | Локомотив-НН       | 0–4 (Д)   | 5-е місце        | 5-е місце    |
| 1998-1999 | Кубок володарів кубків | КР       | Північна Ірландія    | Гленторан          | 1–0 (В)   | 2–1 (Д)          | 3–1          |
| 1998-1999 | Кубок володарів кубків | 1Р       | Франція              | ПСЖ                | 1–1 (В)   | 3–2 (Д)          | 4–3          |
| 1998-1999 | Кубок володарів кубків | 2Р       | Австрія              | Рід                | 1–2 (В)   | 4–1 (Д)          | 5–3          |
| 1998-1999 | Кубок володарів кубків | 1/4      | Росія                | Локомотив Москва   | 0–3 (В)   | 0–1 (Д)          | 0–4          |
| 1999      | Кубок Інтертото        | 1Р       | Азербайджан          | Карабах            | 1–2 (Д)   | 1–0 (В)          | 2–2 г        |
| 2000-2001 | Кубок УЄФА             | КР       | Білорусь             | Славія-Мозир       | 1–1 (В)   | 0–0 (Д)          | 1–1 г        |
| 2000-2001 | Кубок УЄФА             | 1Р       | Нідерланди           | Вітессе            | 0–3 (В)   | 2–1 (Д)          | 2–4          |
| 2001-2002 | Ліга чемпіонів         | 2КР      | Фінляндія            | Гака               | 1–0 (В)   | 0–3 (Д)          | 1–3          |
| 2002-2003 | Ліга чемпіонів         | 2КР      | Білорусь             | Білшина            | 4–0 (Д)   | 1–0 (В)          | 5–0          |
| 2002-2003 | Ліга чемпіонів         | 3КР      | Австрія              | Штурм Грац         | 2–0 (Д)   | 3–3 (В)          | 5–3          |
| 2002-2003 | Ліга чемпіонів         | Група F  | Англія               | Манчестер Юнайтед  | 2–5 (В)   | 3–0 (Д)          | 3-є місце    |
| 2002-2003 | Ліга чемпіонів         | Група F  | Греція               | Олімпіакос         | 3–0 (Д)   | 3–3 (В)          | 3-є місце    |
| 2002-2003 | Ліга чемпіонів         | Група F  | Німеччина            | Баєр 04            | 0–2 (Д)   | 1–2 (В)          | 3-є місце    |
| 2002-2003 | Кубок УЄФА             | 3Р       | Греція               | АЕК Афіни          | 0–4 (В)   | 1–4 (Д)          | 1–8          |
| 2003-2004 | Кубок УЄФА             | КР       | Уельс                | Кумбран Таун       | 3–0 (В)   | 3–0 (Д)          | 6–0          |
| 2003-2004 | Кубок УЄФА             | 1Р       | Словенія             | Публікум           | 2–1 (Д)   | 2–2 (В)          | 4–3          |
| 2003-2004 | Кубок УЄФА             | 2Р       | Іспанія              | Валенсія           | 0–0 (В)   | 0–4 (Д)          | 0–4          |
| 2004-2005 | Ліга чемпіонів         | 3КР      | Норвегія             | Русенборг          | 1–2 (В)   | 2–3 (Д) (дод.ч.) | 3–5          |
| 2004-2005 | Кубок УЄФА             | 1Р       | Україна              | Дніпро             | 1–0 (Д)   | 0–2 (В)          | 1–2          |
| 2005-2006 | Ліга чемпіонів         | 2КР      | Швеція               | Мальме             | 2–3 (В)   | 2–2 (Д)          | 4–5          |
| 2006-2007 | Ліга чемпіонів         | 3КР      | Англія               | Ліверпуль          | 1–2 (В)   | 1–1 (Д)          | 2–3          |
| 2006-2007 | Кубок УЄФА             | 1Р       | Болгарія             | Литекс             | 1–1 (H)   | 3–1 (A)          | 4–2          |
| 2006-2007 | Кубок УЄФА             | Група A  | Франція              | Осер               | 3–1 (Д)   | 2-е місце        | 2-е місце    |
| 2006-2007 | Кубок УЄФА             | Група A  | Шотландія            | Рейнджерс          | 0–2 (В)   | 2-е місце        | 2-е місце    |
| 2006-2007 | Кубок УЄФА             | Група A  | Сербія               | Партизан           | 1–0 (Д)   | 2-е місце        | 2-е місце    |
| 2006-2007 | Кубок УЄФА             | Група A  | Італія               | Ліворно            | 1–1 (В)   | 2-е місце        | 2-е місце    |
| 2006-2007 | Кубок УЄФА             | 1/16     | Росія                | ЦСКА Москва        | 0–0 (В)   | 1–0 (Д)          | 1–0          |
| 2006-2007 | Кубок УЄФА             | 1/8      | Іспанія              | Еспаньйол          | 0–0 (Д)   | 0–4 (В)          | 0–4          |
| 2007      | Кубок Інтертото        | 2Р       | Румунія              | Глорія Бистриця    | 0–2 (Д)   | 2–0 (В)          | 2–2 (2-3 п)  |
| 2009-2010 | Ліга чемпіонів         | 2КР      | Північна Ірландія    | Гленторан          | 6–0 (Д)   | 4–0 (В)          | 10–0         |
| 2009-2010 | Ліга чемпіонів         | 3КР      | Казахстан            | Актобе             | 0–0 (В)   | 4–3 (Д)          | 4–3          |
| 2009-2010 | Ліга чемпіонів         | ПО       | Австрія              | Ред Булл Зальцбург | 2–1 (В)   | 3–0 (Д)          | 5–1          |
| 2009-2010 | Ліга чемпіонів         | Група A  | Німеччина            | Баварія            | 0–3 (В)   | 0–1 (В)          | 4-е місце    |
| 2009-2010 | Ліга чемпіонів         | Група A  | Франція              | Бордо              | 0–1 (A)   | 0–1 (H)          | 4-е місце    |
| 2009-2010 | Ліга чемпіонів         | Група A  | Італія               | Ювентус            | 0–1 (В)   | 0–1 (Д)          | 4-е місце    |
| 2010-2011 | Ліга Європи            | 3КР      | Білорусь             | Динамо Мінськ      | 1–0 (Д)   | 1–3 (В)          | 2–3          |
| 2011-2012 | Ліга чемпіонів         | 2КР      | Боснія і Герцеговина | Борац Баня-Лука    | 5–1 (Д)   | 2–3 (В)          | 7–4          |
| 2011-2012 | Ліга чемпіонів         | 3КР      | Словенія             | Марибор            | 2–1 (Д)   | 1–1 (В)          | 3–2          |
| 2011-2012 | Ліга чемпіонів         | ПО       | Бельгія              | Генк               | 2–1 (Д)   | 1–2 (В)          | 3–3 (1-4 п)  |
| 2011-2012 | Ліга Європи            | Група J  | Кіпр                 | АЕК Ларнака        | 1–0 (Д)   | 1–2 (В)          | 3-є місце    |
| 2011-2012 | Ліга Європи            | Група J  | Німеччина            | Шальке 04          | 1–3 (В)   | 0–3 (Д)          | 3-є місце    |
| 2011-2012 | Ліга Європи            | Група J  | Румунія              | Стяуа              | 5–0 (Д)   | 2–4 (В)          | 3-є місце    |
| 2013-2014 | Ліга Європи            | 2КР      | Азербайджан          | Хазар-Ланкаран     | 2–0 (Д)   | 8–0 (В)          | 10–0         |
| 2013-2014 | Ліга Європи            | 3КР      | Латвія               | Вентспілс          | 0–0 (В)   | 3–0 (Д)          | 3–0          |
| 2013-2014 | Ліга Європи            | ПО       | Румунія              | Астра              | 1–0 (Д)   | 1–1 (В)          | 2–1          |
| 2013-2014 | Ліга Європи            | Група L  | Нідерланди           | АЗ                 | 0–1 (Д)   | 0–2 (В)          | 3-є місце    |
| 2013-2014 | Ліга Європи            | Група L  | Казахстан            | Шахтар Караганда   | 2–2 (В)   | 2–1 (Д)          | 3-є місце    |
| 2013-2014 | Ліга Європи            | Група L  | Греція               | ПАОК               | 2–3 (В)   | 0–0 (д)          | 3-є місце    |
| 2016-2017 | Ліга Європи            | 2КР      | Естонія              | Нимме Калью        | 1–1 (Д)   | 1–1 (В)          | 2-2 (3-5 п)  |
| 2019-2020 | Ліга Європи            | 1КР      | Словенія             | Мура               | 2–0 (Д)   | 3–2 (В)          | 5–2          |
| 2019-2020 | Ліга Європи            | 2КР      | Франція              | Страсбур           | 1–3 (В)   | 2–1 (Д)          | 3–4          |

Примітки
- Д: Домашній матч
- В: Виїзний матч

## Українські гравці команди
- Іван Гецко
- Сергій Кандауров
- Олег Кузнецов
- Олександр Мельник
- Роман Пец
- Андрій Пилявський
- Віктор Вікторович Чанов